# Бужинска, Ирена
Ире́на Бужи́нска (латыш. Irēna Bužinska) — латвийский искусствовед, историк искусства; куратор. Специалист в области русского авангарда и современного искусства Латвии. Куратор выставок Латвийского национального художественного музея.

## Биография
Куратор выставок Латвийского национального художественного музея.
Член жюри Премии Пурвитиса.

## Выставки (куратор)
- 2007 — «Правда и красота. Русский реализм», Потенца, Дворец Лоффредо (куратор с латвийской стороны)[3]
- 2010 — «И ДРУГИЕ направления, поиски, художники в Латвии 1960—1984», Рига, Центр современного искусства (сокураторы Вилнис Вейш, Иева Астаховска, Лига Линденбаума, Мара Траумане)[4]
- 2011 — «Андрейс Грантс. Фотографии 1980—2010», Рига, Латвийский национальный художественный музей[5]
- 2012 — «Девять художников из Латвии. Нью-Йорк — Вашингтон — Чикаго — Рига» (художники Каспар Брамберг, Харис Брант, Андра Эглиша, Иева Илтнере, Эрнест Клявиньш, Дайга Крузе, Леонард Лагановский, Инга Мэлдере и Миервалж Поль)[6]
- 2013 — «На большой трассе жизни», Рига, Музей декоративного искусства и дизайна (сокуратор Сандра Крастиня)[7]
- 2014 — «В поисках искусства будущего. Волдемар Матвейс и внеевропейское искусство (Африка, Океания, Северная Азия)», Рига, художественный музей «Рижская Биржа»[1]